# Дан независности (Индија)
Дан независности у Индији је национални празник и слави се 15. августа сваке године, обележавајући успомену на дан стицања независности од Уједињеног Краљевства 15. августа 1947. године, када је Парламент Уједињеног Краљевства донео Индијски закон о независности 1947, чиме је пренео законодавни суверенитет индијској уставотворној скупштини. Индија је и даље задржала краља Џорџа четвртог као шефа државе до свог преласка на пун републички устав. Индија је постигла независност након Покрета независности, који је забележен по огромном ненасилном отпору и грађанској непослушности вођен Индијским националним конгресом. Независност се поклопила са поделом Индије. у којој је Британска Индија подељена дуж верских линија у доминионе Индије и Пакистана; поделу су пратили насилни нереди и масовне жртве, као и расељавање скоро 15 милиона људи због верског насиља. Дана 15. августа 1947. године, први премијер Индије Џавахарлал Нехру подигао је индијску заставу изнад Лахори капије Црвене тврђаве у Делхију. Сваког наредног Дана независности, актуелни премијер Индије подиже заставу.
Празник се прославља широм Индије, са свечаном церемонијом, парадама и културним догађајима. Ово је национални празник.

## Историја
Европски трговци су направили кампове на Индијском потконтиненту до 17. века. Уз помоћ огромне војне снаге, Британска Индија подредила је локална краљевства и успоставила себе као доминантну силу у 18. веку. Након Првог рата за независност 1857. године Закон о влади Индије навео је Британску круну да преузме потпуну контролу над Индијом. Деценијама након тога, грађанско друштво се постепено почело појављивати широм Индије, а најзначајније у партији Индијског националног конгреса, основаној 1885. године. Период после Првог светског рата обележен је британским реформама као што су Монтагу-Челмсфорд реформе, али је такође сведочио усвајању репресивног Ровлат закона и позивима за самосталну владавину од стране индијских активиста. Незадовољство у овом периоду резултовало је ненасилним покретима несарадње и грађанске непослушности широм нације, вођено Махатмом Карамчад Гандијем.
Током тридесетих година прошлог века, Британци су постепено озаконили реформу; Конгрес је победио на изборима. Следећа деценија била је оптерећена политичким превирањима: учешћем Индијаца у Другом светском рату, коначни притисак Конгреса на несарадњу и пораст муслиманског национализма вођено Свеиндијском муслиманском лигом. Растуће политичке напетости крунисала је независност 1947. године. Славље је обележено крвавом поделом потконтинента на Индију и Пакистан.

### Дан независности пре независности
На седници Индијског националног конгреса у Лагору 1929. године, проглашена је декларација Пурна Сварај или "Декларација о независности Индије", а 15. август проглашен је Даном независности. Конгрес је позвао људе да се заложе за грађанску непослушност и да "прате упутства која им Конгрес повремено издаје" док Индија не постигне потпуну независност. Прослава таквог Дана независности намењена је да подстакне националистички пожар међу грађанима Индије и да примора британску владу да размисли о одобравању независности. Конгрес је сматрао 26. јануар као Дан независности од 1930. до 1946. године. Прослава је обележавана састанцима на којима су присутни давали "завет о независности". Џавахарлал Нехру је у својој биографију описао те састанке као мирне, свечане и "без икаквих говора или подстицања".
Након праве независности 1947. године, устав Индије ступио је на снагу 26. јануара 1950. године; од тада се 26. јануар слави као Дан републике.

## Прослава
Дан независности, један од три национална празника у Индији (остала два су Дан републике 26. јануара и рођендан Махатме Гандија 2. октобра), слави се у свим индијским државама и територијама. 15. августа премијер подиже индијску заставу на бедеме историјског подручја Црвене тврђаве у Делхију. Пуца се 21 пут у знак свечаности. У свом говору, премијер истиче достигнућа у претходној години, покреће важна питања и позива на даљи развој. Одаје почаст вођама Индијског покрета за независност. Пева се индијска национална химна "Ти си владар умова свих људи". Након говора следи марш. Параде и свечана поворка приказују сцене из борбе за независност и индијску разнолику културну традицију. Слични догађаји се одвијају и у престоницама држава, где главни министри развијају националну заставу, праћени парадама и свечаним поворкама.
Свечане церемоније подизања заставе и културни програми се одвијају широм земље у владиним и невладиним институцијама. Школе и факултети обављају церемонију подизања заставе и културне догађаје. Велике владине зграде често су украшене низом светала. У Делхију и неким другим градовима пуштају се змајеви. Националне заставе различитих величина обилато се користе како би симболизирале верност према земљи. Грађани тробојкама украшавају своју одећу, аутомобиле и слично. Током времена, прослава се променила од национализма до прославе широм земље.
Индијска дијаспора прославља Дан независности широм света парадама и свечаним поворкама, посебно у регијама са већом концентрацијом индијских имиграната. На неким местима, попут Њујорка и других градова у САД, 15. август постаје "Индијски дан" међу дијаспором и локалним становништвом. Празник "Индијски дан" се слави 15. августа или предстојећег викенда.